# 바이올린 협주곡 1번 (브루흐)
《바이올린 협주곡 1번 사단조》(Op. 26)는 막스 브루흐가 1864년부터 1867년 사이에 작곡한 바이올린 협주곡이다. 그의 친구이자 뛰어난 바이올린 연주가였던 요제프 요아힘에게 헌정되었다. 브루흐는 모두 세 곡의 바이올린 협주곡을 썼는데, 그 가운데 이 곡이 가장 널리 알려져 있다.
다음과 같이 세 악장으로 되어 있다.
- 전주곡. 알레그로 모데라토 (Vorspiel. Allegro moderato)
- 아다지오 (Adagio)
- 피날레. 알레그로 에네르지코 (Finale. Allegro energico)

첫 악장은 바로 이어서 연주되는 두 번째 악장의 전주곡 역할을 한다. 느린 두 번째 악장은 솔로 바이올린이 이끄는 빼어난 선율로 유명하다. 이 협주곡은 직접 카덴차를 작곡하는 것이나 독주자가 카덴차를 넣어 연주하는 것을 브루흐가 거부했다는 점에서 특이하다.